# Ajutor! Vine trupa ursului Chică!
Ajutor! Vine trupa ursului Chică! (Help!...It's The Hair Bear Bunch!) este un serial de desene animate marca Hanna-Barbera, care a debutat sâmbătă dimineață în data de 11 septembrie 1971 pe canalul american CBS.
În Marea Britanie acest serial a rulat de pe la mijlocul anilor '70 până în 1980 pe canalul BBC1.
În România serialul a fost difuzat pe Cartoon Network Europa, și după aceea pe Boomerang.

## Producție
Inițial serialul s-a numit „Yo Yo Urșii !”

## Serialul
Serialul înfățișează trei verișori urși, amuzanți: „Chică” (interpretat de Daws Butler), liderul clicii, al cărui nume i se trage datorită frizurii sale afro, în pas cu stilul anilior '70, „Bubi”  (interpretat de Paul Winchell) și „Îngustu’”(interpretat de William Callaway), un personaj naiv căruia îi place să mănânce și poartă tot timpul o pălărie. Acești urși trăiesc într-o peșteră (Strada Peșterii # 9), aparent obișnuită, a grădinii zoologice, însă fără știrea îngrijitorului Grădinii „Zoo-Minunilor”, domnul Peevly Eustace(interpretat de John Stephenson) și a asistentului său, aiurit, Lionel J. Botch (interpretat de Joe.E.Ross). Peștera este dotată cu trei paturi confortabile, televizor, masă de biliard, laboratorul lui Bubi, frigider, mașină de făcut pizza, ce pot fi ascunse și totodată apar, doar prin apăsarea unui anumit buton roșu, de pe un anumit panou de control, ascuns în spatele unei bucăți de perete din piatră. Pe lângă acestea, urșii se fac mereu nevăzuți, grație „motocicletei invizibile” a lui Îngustu'. Încercarea de a-i opri este în mod constant un motiv de a-l enerva pe domnul Peevly, care îi amenință pe urși că îi va trimite în pădurile nordice. Astfel, într-o bună zi, lui Peevly îi vine o idee să instaleze camere de filmat în întreg parcul, pentru a-i monitoriza. Din pricina secundului său, Botch, căruia îi revine această sarcină, planul lui Peevly, dă greș. Din nou urșii sunt cu un în pas înaintea lor, și îi păcălesc (cf. Episodul 11 - „Mecanism cu circuit închis”). 

### Personaje secundare și episodice
Celor trei li se mai alătură și alți locuitori ai Grădinii Zoologice "Wonderland", ce iau parte la năzbâtiile lui Chică și ale clanului său: „Banana Gorilla” (interpretat de Daws Butler), leul „Față Blănoasă” (interpretat de Paul Winchell), elefantul „Bumbo” (interpretat de Daws Butler), „Șiretul” (interpretat de John Stephenson), „Hipopotamul Hippy” (interpretat de John Stephenson), „Hipopotamul Hercules” (interpretat de Don Messick), „Girafa George”, „Pelicanul Beaks”, „Tiptilici” (interpretate de Paul Winchell), „Papagalul Gabby”, „Maimuța Melvyn”, „Cangurul Hoppy”, „Zebra Zedd”, „Caracatița Ollie” , „Bufnița Einstein”, gorilele „Arnie” și „Gloria”, „Cârtița Ochelaristu'” (interpretate de Paul Winchell), ”Șoarecele Princhindel” (interpretat de Janet Waldo).

## Intro în limba română
(Instrumental)
"'În grădina cu minuni,
'Sunt câțiva urși bruni,
'Noi pe-acasă stăm,
'Și nu ne certăm,
'Nici măcar nu mușcăm!
'Nu, nu țipați: 
'Ajutor!... Vin urșii,
'Ajutor!... Vin urșii,
'Ajutor!... Vin urșii,
'Vin urșii !
(Instrumental)
'Nu, nu, țipați
'Ajutor!... Vin urșii,
'Ajutor!... Vin urșii,
'Ajutor!... Vin urșii,
'S-o ștergem!
'Ajutor!… Vine clica ursului Chică !'"

## Episoade
| N/o       | Titlu român                         | Titlu englez                         |
| --------- | ----------------------------------- | ------------------------------------ |
|           |                                     |                                      |
| SEZONUL 1 |                                     |                                      |
|           |                                     |                                      |
| 01        | Îngrijește-ți îngrijitorul          | Keep the Keeper                      |
|           |                                     |                                      |
| 02        | Ursul nepereche                     | Rare Bear Bungle                     |
|           |                                     |                                      |
| 03        | Tombola cu scandal                  | Raffle Ruckus                        |
|           |                                     |                                      |
| 04        | Boacănă nupțială                    | Bridal Boo Boo                       |
|           |                                     |                                      |
| 05        | În spațiu nu-i ca acasă             | No Space Like Home                   |
|           |                                     |                                      |
| 06        | Microbul dragostei                  | Love Bug Bungle                      |
|           |                                     |                                      |
| 07        | La Zoo-vedere!                      | I’ll Zoo You Later                   |
|           |                                     |                                      |
| 08        | Joaca de a arca                     | Ark Lark                             |
|           |                                     |                                      |
| 09        | Grămezi de gabaloni                 | Gobs of Gobaloons                    |
|           |                                     |                                      |
| 10        | Panda Pandemonium                   | Panda Pandemonium                    |
|           |                                     |                                      |
| 11        | Mecanism cu circuit închis          | Closed Circuit TV                    |
|           |                                     |                                      |
| 12        | Ursul care a venit la cină          | The Bear Who Came to Dinner          |
|           |                                     |                                      |
| 13        | Nesuferitul de Peevly               | Unbearably Peevly                    |
|           |                                     |                                      |
| 14        | Bucle-Aurii și cei trei urși        | Goldilocks and the Three Bears       |
|           |                                     |                                      |
| 15        | Dieta devastatoare                  | The Diet Caper                       |
|           |                                     |                                      |
| 16        | Kling Klong versus Miracolul Mascat | Kling Klong versus The Masked Marvel |
|           |                                     |                                      |

### Despre episoade
- Îngrijește-ți îngrijitorul

Cei trei urși împreună cu ceilalți locuitori ai Grădinii "Zoo-Minunilor", pun la cale un plan prin care să-l îndepărteze pe Peevly. Pentru a-l convinge că suferă de zoolir, Chică recurge la tot felul de planuri, mai ales când se deghizează în doctorul "Mac-și-amar".Planul lor, merge de minune, dar pentru scurt timp. În locul lui Peevly, vine un tiran îngrijitor pe nume, Grunch, care își ia rolul în serios. El se prezintă într-un mod neobișnuit " Grunch, mă numesc, și-mi place să zdrobesc ".Încă de la prima sa apariție, îi are în vizor pe urși, punându-i să muncească de zor. Următorul plan al urșilor este să-l îndepărteze pe Grunch, convingându-l pe Peevly să se întoarcă la Grădina "Zoo-Minunilor". Urșii îi joacă feste. Chică se dă drept chelner, iar ceilalți se prefac a fi clienți, în final Chică îl costumează pe Peevly în urs în timp ce dormea. Îngrozit, Peevly se lasă din nou păcălit de Chică, care îi spune că suferă de "dorlir", consecință a zoolirului. Întors la "Grădina "Zoo-Minunilor", Peevly îl concediază pe Grunch, redevenind îngrijitorul Grădinii "Zoo-Minunilor". Toți ceilalți locuitori dau o petrecere de "Bun-venit!" în cinstea îngrijitorului lor, după care îi pune pe urși să muncească, răzbunându-se pe ei, pentru scorneala lor.
- Ursul nepereche

Urșii îl găzduiesc în peștera lor pe "Nepereche", dar pentru scurt timp. Chică și "fârtații săi, îl bănuiesc pe " Neperche" că este de fapt un spion trimis de Peevly îmbrăcat în costum de urs. Ca urmare, aceștia scapă de el deghizați în turiști, pentru a trece neobservați de Peevly și Botch. Din dialogul lui Peevly cu inspectorul care îl telefonase pentru a se asigura că ursul este în siguranță, Chică află cum că " Nepereche" valorează 50.000 de dolari. Pentru a nu da de necaz, Chică îl deghizează și îl instruiește pe Banană să se comporte precum "Nepereche".Imediat Peevly și Botch, îi vizitează pe urși pentru a-l lua pe falsul " Nepereche" din peștera lui Chică și a clicii sale, și a-i oferi lui "Neperche" propia peșteră. Atunci când l-au dus pe falsul "Nepereche" să-l spele, imediat ce l-au uscat s-a subțiat covorul cu care urșii l-au costumat pe Banană, în "Nepereche".Peevly a reușit să-l momeasca pe Banană să-i spună unde s-au dus urșii, promițându-i-se multe banane. Între timp urșii plecaseră deja în căutarea adevăratului urs "Nepereche", pe motocicleta invizibilă a lui Îngustu'. Au fost urmăriți de Peevly și Botch peste tot. Urmărirea lor a încetat atunci când urșii au aterizat în ciment. Peevly și Botch s-au întors la "Zoo-Minunilor" cu cei trei urși prinși în ciment. Totul se sfârșește cu bine când sosește inspectorul. "Nepereche" era în regulă, dar se întreba cum au ajuns urșii să fie prinși în ciment. Replica lui Chică, a fost destul de convingătoare pentru a-i salva imaginea lui Peevly, și anume, aceia de a le face statui urșilor pentru a înfrumuseța Grădina "Zoo-Minunilor".

## Alte apariții
În cadrul "Hanna-Barbera a All-star Comedy Ice Revue" (1977) Chică este invitat la un festin în onoarea lui Fred Flintstone.
De asemenea Chică apare în Harvey Birdman, avocatul, fiind acuzat că nu respectă normele în cadrul unui fast-food.